# Educația în Finlanda
Sistemul educațional din Finlanda constă din programe de creșă (pentru bebeluși și copii mici), o „grădiniță” de un an (vârsta de șase ani) și o școală comprehensivă obligatorie de 11 ani (vârsta de șapte până la optsprezece ani). Din 2024, învățământul secundar general academic și profesional, învățământul superior și învățământul pentru adulți sunt obligatorii.
În timpul celor nouă ani de învățământ de bază comun, elevii nu sunt selectați, urmăriți sau grupați. Există, de asemenea, învățământ special incluziv în cadrul clasei și eforturi didactice pentru a minimiza performanța scăzută. După învățământul de bază, elevii trebuie să aleagă să continue cu învățământul secundar fie într-o filieră academică (lukio), fie într-una profesională (ammattioppilaitos), ambele durând de obicei trei ani și oferind o calificare pentru a continua studiile superioare. Învățământul superior este împărțit în sistemul universitar și politehnic (Ammattikorkeakoulu⁠(d), cunoscut și sub numele de „universitate de științe aplicate”). Universitățile acordă grade de licență și de doctorat. Anterior, doar absolvenții universitari puteau obține grade superioare (postuniversitare), însă, de la implementarea procesului de la Bologna, toți deținătorii de licență pot acum să se califice pentru studii academice suplimentare. Există 17 universități și 27 de universități de științe aplicate în țară.
Programul Națiunilor Unite pentru Dezvoltare a derivat un indice al educației, o reflecție a anilor medii de școlarizare a adulților și a anilor de școlarizare așteptată a copiilor, care a plasat Finlanda pe locul patru în lume începând cu 2019.
Finlanda s-a clasat constant pe locuri înalte în studiul PISA, care compară sistemele educaționale naționale la nivel internațional, deși în ultimii ani Finlanda a fost dislocată de la vârful absolut. În studiul din 2012, Finlanda s-a clasat pe locul șase la citit, pe locul doisprezece la matematică și pe locul cinci la științe, în timp ce în studiul din 2003, Finlanda a fost pe primul loc atât la științe, cât și la citit și pe locul doi la matematică. Învățământul superior al Finlandei a fost, de asemenea, clasat pe primul loc de Forumul Economic Mondial.
Pe de altă parte, la nivel intern a fost semnalat de mult timp un declin al rezultatelor învățării și, în 2023, Ministerul Educației și Culturii a publicat un raport numit „bildung review”, în care a recunoscut că s-a observat o scădere excepțional de rapidă a competențelor de citit și matematică.
Într-o altă evaluare internațională numită TIMSS, rezultatele Finlandei au fost constant mediocre.
Deși celebrată pentru succesul general, Finlanda a avut un decalaj de gen în standardele de citire PISA din 2012, identificat într-un raport al Brookings Institution din 2015, dar acesta poate fi pus pe seama multor factori, precum alegerea domeniului de activitate în care intră fiecare gen. Performanța băieților în vârstă de 15 ani nu era atunci semnificativ diferită de media OCDE și era cu 0,66 de abatere standard în urma fetelor de aceeași vârstă.
Guvernele lui Jyrki Katainen⁠(d), Alexander Stubb și Juha Sipilä⁠(d) au redus fondurile pentru educație în Finlanda între 2011 și 2018 cu un total de 1,5 miliarde de euro. Numărul de angajați din universități și colegii a fost redus cu peste 7500.

## Istoric
Alfabetizarea este o parte cheie a luteranismului, religia de stat și majoritară a Finlandei, deoarece creștinii ar trebui să poată citi Biblia în limba lor maternă. Episcopul Mikael Agricola a studiat sub Martin Luther și a tradus Noul Testament în finlandeză în 1548. Prima universitate din Finlanda (Academia Regală din Turku) a fost fondată în 1640. Alfabetizarea a ajuns la peste 50% la sfârșitul secolului al XVIII-lea și la 80-90% la mijlocul secolului al XIX-lea. Unde nu existau școli într-o comună, cititul era predat în școlile ambulante (kiertokoulu). Confirmarea, un rit de tranziție la maturitate, este permisă doar pentru cei care știu să citească și scrie și permite, de exemplu, intrarea în căsătorie. Statisticile oficiale sunt disponibile din 1880, când rata de alfabetizare era de 97,6%. Sistemul timpuriu sub dominația suedeză era în suedeză și consta dintr-un „pedagogio” de bază pentru învățarea cititului și scrisului, o școală „trivială” care preda gramatica, latina, greaca, retorica și dialectica, un „gimnaziu” care pregătea studenții pentru universitate și universitatea. În secolul al XIX-lea, sistemul a evoluat în ceea ce a fost mai târziu cunoscut sub numele de kansakoulu („școala poporului”) și oppikoulu („școala de învățare”), inclusiv liceul (lukio), urmat de universitate.
La mijlocul secolului al XIX-lea, finlandeza a devenit limbă oficială și a înlocuit treptat suedeza ca limbă de școlarizare. În 1898, tuturor li s-a acordat dreptul de a frecventa kansakoulu. Participarea a ajuns la 50% în 1911 și a devenit obligatorie în 1921; comunele erau obligate să asigure școlarizarea. Mesele de prânz gratuite la școală au devenit obligatorii în 1948. Oppikoulu, la care se intra la vârsta de 10 ani, era încă opțională și intrarea era competitivă. Deoarece era singura cale către învățământul universitar și intrarea era puternic influențată de statutul și alegerile părinților, aceasta a limitat serios oportunitățile celor mai puțin înstăriți. Oamenii din clasa muncitoare adesea completau doar kansakoulu și intrau în forța de muncă. Acest sistem a fost eliminat treptat în 1972-1977 în favoarea sistemului modern în care clasele 1-9 sunt obligatorii. După vârsta de 15 ani, sistemul se bifurcă în filiere academice (lukio) și profesionale (ammattioppilaitos), atât la nivel secundar, cât și superior. Recent, a devenit formal posibil să intri în învățământul superior cu o diplomă profesională, deși acest lucru este practic dificil deoarece planul de studiu profesional nu pregătește studentul pentru examenele de admitere la universitate.

## Educația preșcolară
În Finlanda, creșele și grădinițele de înaltă clasă sunt considerate esențiale pentru dezvoltarea abilităților de cooperare și comunicare importante pentru a pregăti copiii mici pentru învățământul pe tot parcursul vieții, precum și pentru învățarea formală a cititului și matematicii. Această perioadă pregătitoare durează până la vârsta de 7 ani.
Educația timpurie finlandeză pune accent pe respectarea individualității fiecărui copil și pe șansa fiecărui copil de a se dezvolta ca persoană unică. Educatorii finlandezi timpurii îi ghidează și pe copii în dezvoltarea abilităților sociale și interactive, îi încurajează să acorde atenție nevoilor și intereselor celorlalți, să aibă grijă de ceilalți și să aibă o atitudine pozitivă față de ceilalți oameni, alte culturi și medii diferite. Scopul de a oferi treptat oportunități pentru o independență sporită este de a permite tuturor copiilor să aibă grijă de ei înșiși ca „să devină adulți, să fie capabili să ia decizii responsabile, să participe productiv în societate ca cetățean activ și să aibă grijă de alți oameni care vor avea nevoie de ajutorul lui (sau ei).“
Pentru a promova o cultură a lecturii, părinții nou-născuților primesc trei cărți - una pentru fiecare părinte și o carte pentru bebeluș - ca parte a „pachetului de maternitate”. Potrivit specialistului finlandez în dezvoltarea copilului Eeva Hujala, „Educația timpurie este prima și cea mai critică etapă a învățării pe tot parcursul vieții. Cercetările neurologice au arătat că 90% din creșterea creierului are loc în primii cinci ani de viață și 85% din căile nervoase se dezvoltă înainte de începerea școlii (NB: la vârsta de șapte ani în Finlanda).“ „Îngrijirea” în acest context este sinonimă cu creșterea și este văzută ca un efort cooperativ între părinți și societate pentru a pregăti copiii fizic (mâncând corect, menținându-se curați) și mental (comunicare, conștientizare socială, empatie și autoreflecție) înainte de a începe învățarea mai formală la vârsta de șapte ani. Ideea este că înainte de șapte ani învață cel mai bine prin joacă, astfel încât până când ajung în sfârșit la școală, sunt dornici să înceapă să învețe.”
Finlanda are acces la creșă universală gratuită pentru copiii cu vârsta cuprinsă între opt luni și cinci ani din 1990 și un an de „grădiniță” la vârsta de șase ani din 1996. „Creșa” include atât centre de îngrijire a copiilor pe tot parcursul zilei, cât și terenuri de joacă comunale cu supravegherea adulților unde părinții pot însoți copilul. Comunele plătesc și mamelor care doresc să rămână acasă și să ofere „creșă la domiciliu” pentru primii trei ani. În unele cazuri, aceasta include vizite ocazionale ale unui îngrijitor pentru a verifica dacă mediul este adecvat. Raportul adulți la copii în centrele comunale locale de îngrijire a copiilor (fie private, dar subvenționate de comunele locale, fie plătite de comune cu ajutorul subvențiilor de la guvernul central) este, pentru copiii cu vârsta de până la trei ani: trei adulți (un profesor și doi asistenți medicali) la 12 elevi (sau unu la patru); și, pentru copiii cu vârsta cuprinsă între trei și șase ani: trei adulți (un profesor și doi asistenți medicali) la 20 de copii (sau aproximativ unu la șapte). Plata, acolo unde este cazul, se calculează în funcție de venitul familiei și variază de la gratuit până la aproximativ 200 de euro pe lună maxim. Potrivit lui Pepa Ódena din aceste centre, „Nu ești învățat, înveți. Copiii învață jucându-se. Această filozofie este pusă în practică în toate școlile pe care le-am vizitat, în ceea ce spun profesorii și în tot ceea ce se vede.”
Educația timpurie nu este obligatorie în Finlanda, dar este folosită de aproape toată lumea. „O considerăm dreptul copilului de a avea creșă și grădiniță”, a explicat Eeva Penttilä, de la Departamentul de Educație al Helsinki-ului. „Nu este un loc unde îți lași copilul când lucrezi. Este un loc pentru ca copilul tău să se joace, să învețe și să-și facă prieteni. Părinții buni își pun copiii în creșă. Nu are legătură cu clasa socioeconomică.”
Accentul pentru elevii de grădiniță este pus pe „a învăța să învețe”, a spus doamna Penttilä. În loc de instrucțiuni formale de citit și matematică, există lecții despre natură, animale și „cercul vieții” și un accent pe învățarea bazată pe materiale. Se crede cu tărie că atunci când copiii dezvoltă „învățarea să învețe” ca abilitate de viață și văd aplicațiile reale ale cunoștințelor pe care le adună, vor deveni învățători pe tot parcursul vieții.

## Educație comprehensivă generală
| Grade academice                                                                                                 | Grade profesionale | Vârste tipice |
| --- | --- | ------------- |
| doctorat | angajare |               |
| licențiat | angajare |               |
| masterat | masterat (nou) | (+2-3)        |
| licență | licentă | (+3-4)        |
| liceu (obligatoriu din septembrie 2021, cu excepția persoanelor care au 18 ani sau mai mult, anterior opțional) | școală profesională (obligatoriu din septembrie 2021, cu excepția persoanelor care au 18 ani sau mai mult, anterior opțional) | 17-18–19      |
| liceu (obligatoriu din septembrie 2021, cu excepția persoanelor care au 18 ani sau mai mult, anterior opțional) | școală profesională (obligatoriu din septembrie 2021, cu excepția persoanelor care au 18 ani sau mai mult, anterior opțional) | 16-17–18      |
| liceu (obligatoriu din septembrie 2021, cu excepția persoanelor care au 18 ani sau mai mult, anterior opțional) | școală profesională (obligatoriu din septembrie 2021, cu excepția persoanelor care au 18 ani sau mai mult, anterior opțional) | 15-16–17      |
| școală comprehensivă (obligatorie)                                                                              | școală comprehensivă (obligatorie)                                                                                            | 14-15–16      |
| școală comprehensivă (obligatorie)                                                                              | școală comprehensivă (obligatorie)                                                                                            | 13-14–15      |
| școală comprehensivă (obligatorie)                                                                              | școală comprehensivă (obligatorie)                                                                                            | 12-13–14      |
| școală comprehensivă (obligatorie)                                                                              | școală comprehensivă (obligatorie)                                                                                            | 11-12–13      |
| școală comprehensivă (obligatorie)                                                                              | școală comprehensivă (obligatorie)                                                                                            | 10-11–12      |
| școală comprehensivă (obligatorie)                                                                              | școală comprehensivă (obligatorie)                                                                                            | 9-10–11       |
| școală comprehensivă (obligatorie)                                                                              | școală comprehensivă (obligatorie)                                                                                            | 8-9–10        |
| școală comprehensivă (obligatorie)                                                                              | școală comprehensivă (obligatorie)                                                                                            | 7-8–9         |
| școală comprehensivă (obligatorie)                                                                              | școală comprehensivă (obligatorie)                                                                                            | 6-7–8         |
| grădiniță | grădiniță | 5-6–7         |

Sistemul de învățământ obligatoriu din Finlanda constă într-o școală comprehensivă de nouă ani din clasa a 1-a până în clasa a 9-a (finlandeză peruskoulu, suedeză grundskola, „școală de bază”) și, cu noua legislație, educația obligatorie a fost extinsă la vârstele de 7 până la 18 ani și pentru a include școala superioară (finlandeză lukio, suedeză gymnasium) sau școala profesională (finlandeză ammattikoulu, suedeză yrkesskola, „școală de profesie”). (Școlirea acasă este permisă, dar rară). Nu există programe pentru „supradotați”, iar copiii mai avansați se așteaptă să îi ajute pe cei care sunt mai înceți să înțeleagă.
În majoritatea țărilor, termenul „școală comprehensivă” este folosit pentru a se referi la școlile comprehensive frecventate după școala primară și până în clasele a 12-a și a 13-a în unele țări, dar în Finlanda acest termen este folosit pentru a include școala primară, adică este folosit pentru a se referi la toate clasele de la 1 la 9 (și nu la clasele superioare). Desigur, se pot descrie și clasele finlandeze 1-6 ca fiind școli comprehensive, dar acest lucru este inutil și confuz, deoarece școlile primare au fost întotdeauna comprehensive în aproape toate țările, inclusiv în Finlanda. În plus, este mai bine să nu încercați să traduceți termenul finlandez peruskoulu cu un singur termen. Pentru a evita confuziile, este mai bine să descrieți sistemul de învățământ obligatoriu finlandez ca fiind compus din școli primare de 6 ani, numite alakoulu sau ala-aste în finlandeză, urmate de școli gimnaziale comprehensive de 3 ani, numite yläkoulu sau yläaste în finlandeză. Deși această divizare a peruskoulu în două părți a fost oficial desființată, aceasta este încă foarte vie - distincția se face în vorbirea de zi cu zi, pregătirea și clasificarea profesorilor și predarea și chiar în majoritatea clădirilor școlare. În plus, folosirea a doi termeni diferiți pentru clasele 1–6 și 7–9 este mai ușor de înțeles pentru oamenii din majoritatea celorlalte țări, dintre care majoritatea nu au un singur termen pentru școlile primare și gimnaziale. Dimpotrivă, școlile gimnaziale și liceele sunt de obicei incluse în termenul de învățământ secundar, motiv pentru care utilizarea acestui termen este adesea confuză pentru finlandezi. (Traducerea directă finlandeză toisen asteen koulutus/oppilaitos se referă doar la școlile de după clasa a 9-a, adică liceele, școlile profesionale etc.)
Școlile până la nivel universitar sunt aproape exclusiv finanțate și administrate de comunele Finlandei (guvernul local). Există puține școli private. Fondarea unei noi școli comprehensive private necesită o decizie a Consiliului de Stat. Când sunt fondate, școlile private primesc un grant de stat comparabil cu cel acordat unei școli comunale de aceeași dimensiune. Cu toate acestea, chiar și în școlile private, utilizarea taxelor de școlarizare este strict interzisă, iar admiterea selectivă este interzisă, de asemenea: școlile private trebuie să admită toți elevii în aceeași bază ca școala comunală corespunzătoare. În plus, școlile private sunt obligate să le ofere elevilor toată educația și beneficiile sociale oferite elevilor școlilor comunale. Din acest motiv, școlile private existente sunt în mare parte bazate pe credință sau școli Waldorf, care sunt comprehensive prin definiție.
Profesorii, care sunt pe deplin sindicalizați, urmează îndrumările curriculumului de stat, dar li se acordă o mare autonomie în ceea ce privește metodele de instrucție și li se permite chiar să-și aleagă propriile manuale.
Clasele sunt mici, rareori mai mult de douăzeci de elevi. De la început, elevii se așteaptă să învețe două limbi în plus față de limba școlii (de obicei finlandeză sau suedeză), iar elevii din clasele întâi până în a noua petrec de la patru până la unsprezece perioade în fiecare săptămână la cursuri de artă, muzică, gătit, tâmplărie, metalurgie și textile. Clasele mici, insistate de sindicatele profesorilor, par a fi asociate cu realizările studenților, în special în științe. În interiorul școlii, atmosfera este relaxată și informală, iar clădirile sunt atât de curate încât elevii poartă adesea șosete și fără încălțăminte. Activitățile în aer liber sunt accentuate, chiar și pe vremea mai rece; iar temele sunt minime pentru a lăsa loc activităților extrașcolare. Pe lângă faptul că urmează cursuri de muzică la școală, de exemplu, mulți elevi frecventează numeroasele școli de muzică specializate subvenționate de stat după clasă unde, pentru o taxă mică, învață să cânte la un instrument ca hobby și studiază solfegiu și teoria muzicală de bază folosind metode originare din Ungaria de Kodály și dezvoltate în continuare de finlandezul născut în Ungaria Csaba Szilvay⁠(d) și alții.
Cititul pentru plăcere este activ încurajat (Finlanda publică mai multe cărți pentru copii decât orice altă țară). Stațiile de televiziune difuzează programe străine în limbile originale cu subtitrări, astfel încât în Finlanda copiii citesc chiar și în timp ce se uită la televizor.
În primii ani de școală comprehensivă, notarea poate fi limitată la evaluări verbale mai degrabă decât la note formale. Începutul notării numerice se decide local. Cel mai frecvent, elevilor li se eliberează un buletin de note de două ori pe an: la sfârșitul semestrului de toamnă și primăvară. Nu există teste cu mize mari.
Notele sunt acordate pe o scară de la 4 la 10. În examenele individuale, dar nu în raportul de an școlar sau certificat de educație de bază, este posibil să se împartă și scara în continuare cu '½', ceea ce reprezintă o jumătate de notă, și '+' și '–', care reprezintă un sfert de notă mai bună sau mai slabă. De exemplu, ordinea este „9 < 9+ < 9½ < 10– < 10. Nota „10+” poate fi acordată și pentru o performanță perfectă cu efort suplimentar din partea elevului.
Dacă un elev din școala comprehensivă primește o notă de 4 pentru un anumit subiect la sfârșitul semestrului de primăvară, acesta trebuie să demonstreze că s-a îmbunătățit la subiect, susținând un examen separat la sfârșitul semestrului de vară. Dacă elevul primește multiple note de nereușită, poate fi necesar să repete întregul an, deși se consideră că este mult mai preferabil să se ofere unui elev care se luptă cu ajutor suplimentar și meditație. În cazul rar în care un elev trebuie să repete, decizia este luată de profesori și director după intervievarea elevului și a părinților.
Elevii din școala comprehensivă se bucură de o serie de drepturi sociale, precum asistența medicală școlară și un prânz gratuit în fiecare zi, care acoperă aproximativ o treime din nevoia nutrițională zilnică. În plus, elevii au dreptul să primească cărți și materiale gratuite și excursii școlare gratuite sau chiar cazare în cazul în care au o călătorie lungă sau obositoare la școală.

## Învățământul secundar superior

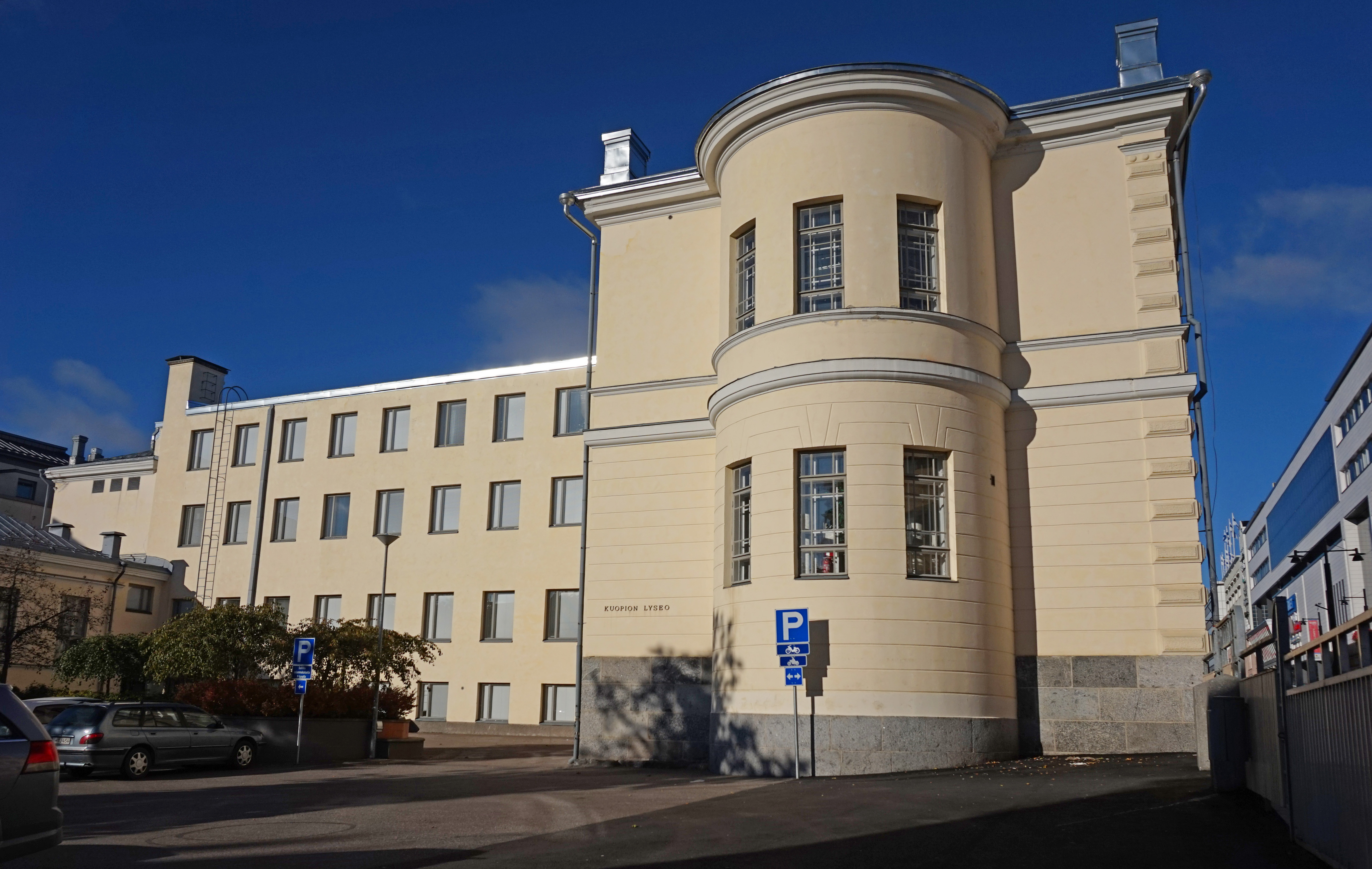
Liceul Kuopio (Kuopion Lyseo) din Kuopio

Învățământul secundar superior începe la 15 sau 16 ani și durează trei până la patru ani (corespunzând aproximativ ultimilor doi ani de liceu american plus ceea ce în SUA ar fi un colegiu comunitar sau junior de doi ani). Până în septembrie 2021 acesta era opțional, dar de atunci a devenit obligatoriu. Studenții finlandezi de învățământ secundar superior pot alege dacă doresc să urmeze formare profesională pentru a dezvolta competențe vocaționale și/sau pentru a se pregăti pentru un institut politehnic sau pentru a intra într-o școală superioară academică concentrându-se pe pregătirea pentru studii universitare și diplome profesionale postuniversitare în domenii precum dreptul, medicina, științele, educația și științele umaniste. Admiterile la școlile superioare academice se bazează pe media generală și, în unele cazuri, pe teste academice și interviuri. De exemplu, în timpul anului 2007, 51% din grupa de vârstă erau înscriși în școala superioară academică.
Sistemul nu este însă rigid, iar absolvenții școlilor profesionale se pot califica formal pentru o universitate de științe aplicate sau, în unele cazuri, pentru învățământul universitar; invers, absolvenții școlilor secundare academice se pot înscrie în programe de învățământ profesional. Este posibil să frecventați atât școlile secundare profesionale, cât și cele academice în același timp. Taxa de școlarizare este gratuită, iar studenții din învățământul profesional și academic au dreptul la asistență medicală școlară, un prânz gratuit, cărți și transport la școală.
La absolvire, absolvenții școlilor profesionale primesc un certificat de școală profesională. Absolvenții școlilor secundare superioare academice primesc atât certificatul de școală secundară, cât și un examen de înscriere evaluat la nivel național (finlandeză: Ylioppilastutkinto⁠(d)). Acesta a fost inițial examenul de admitere la Universitatea din Helsinki și prestigiul său ridicat persistă până în ziua de azi. Studenții din programe speciale pot primi un certificat de școală profesională și susține examenul de înscriere (kaksoistutkinto) sau toate cele trei certificări (kolmoistutkinto). Aproximativ 83% dintre studenții din școala superioară academică sau 42% din grupa de vârstă completează examenul de înscriere.
Institutele politehnice necesită certificare școlară pentru admitere, în timp ce examenul de înscriere este mai important în admiterea la universitate. Cu toate acestea, unele programe de învățământ superior au propriile examene de admitere și multe folosesc un amestec din ambele.

### Curricula avansată în școala superioară academică
În ceea ce privește matematica, a doua limbă națională și limbile străine, un student poate alege să studieze un curriculum din diferite niveluri de dificultate. Studenții își aleg nivelurile relevante la începutul școlii, atunci când aleg cursurile potrivite și la sfârșitul școlii, când se înscriu la examenul de înscriere pentru a primi foaia de examen relevantă. Aceste două alegeri nu sunt direct legate, dar studenții păstrează în general același nivel pentru examenul de înscriere. O excepție obișnuită de la această regulă de bază apare atunci când un student a finalizat cu greu un curs de nivel superior și nu este sigur de performanța sa la examenul de înscriere. În astfel de cazuri, un student poate alege să susțină un examen mai ușor.
În matematică, nivelul avansat este în practică o condiție prealabilă pentru programele universitare de științe mai competitive, cum ar fi cele ale universităților de tehnologie, alte programe universitare de științe matematice și medicină. În matematică, 20% dintre examinatorii de înscriere susțin nivelul avansat. Examenul național de înscriere împreună cu notarea complet bazată pe procente oferă o modalitate ușoară de a clasifica obiectiv fiecare student în funcție de capacitatea sa matematică, indiferent de anul în care a fost susținut examenul. De exemplu, presupunând că cei mai buni studenți în matematică sunt selectați mai întâi la școala superioară academică și apoi la curriculumul avansat de matematică, studenții care obțin laudatur ar cuprinde cei mai buni 0,4% din grupa de vârstă, comparabil cu 800 de secțiuni de matematică SAT⁠(d). Egalitatea procentuală nu înseamnă însă că nivelul absolut al unui student laudatur în matematica avansată din Finlanda este egal cu cel al unui student SAT 800 din SUA, din cauza diferențelor în calitatea medie a populației.

## Profesori

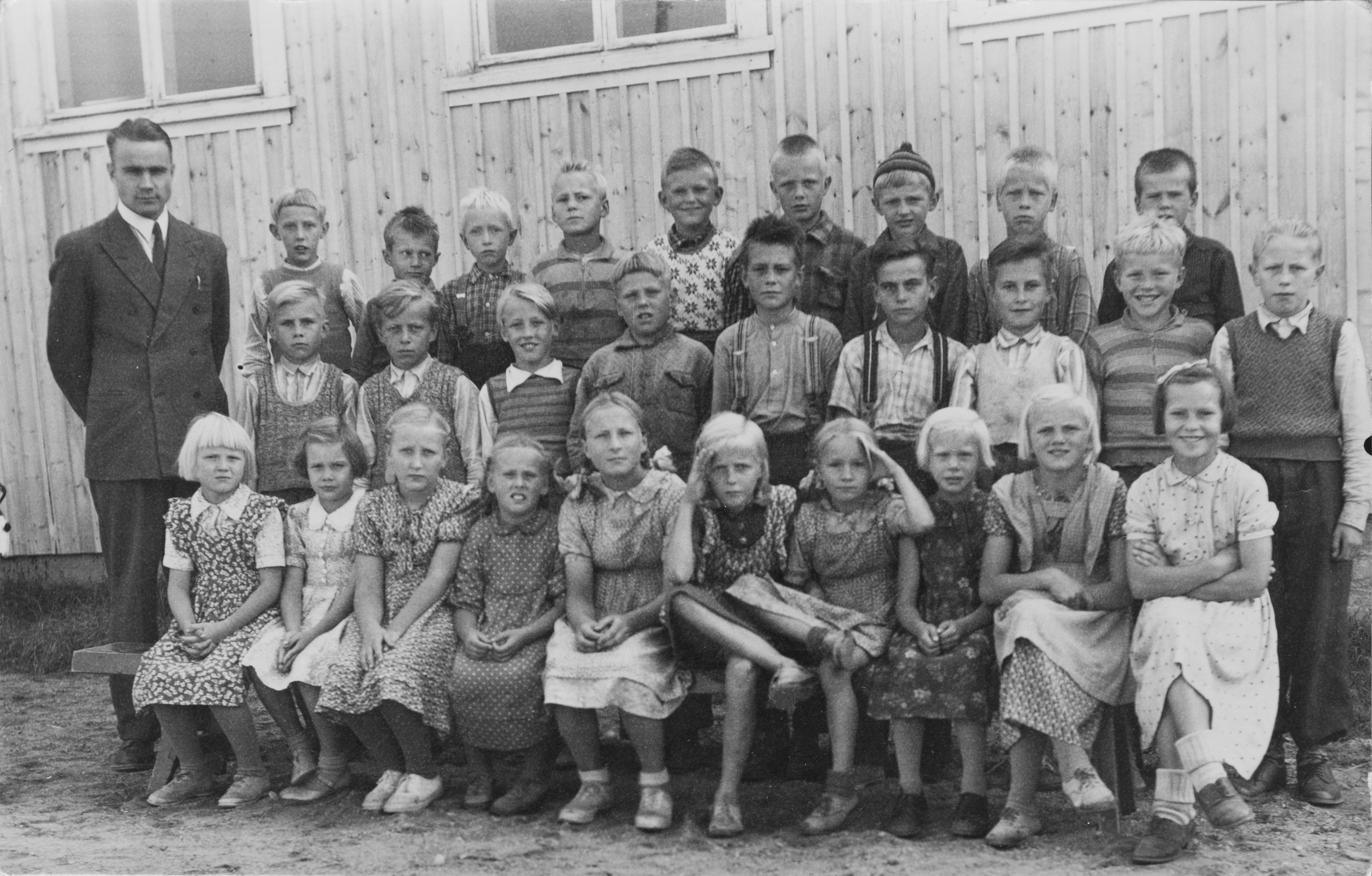
Copii finlandezi într-o fotografie dintr-o clasă din anii 1950, realizată la Școala Saaristopiiri din Eurajoki. Profesorul din imagine (stânga) este tânărul Mauno Koivisto, cu treizeci de ani înainte de președinția sa.

Atât profesorii de învățământ primar, cât și cei de învățământ secundar trebuie să dețină o diplomă de master pentru a se califica. Predatul este o profesie respectată, iar admiterea la programele universitare este foarte competitivă. Un viitor profesor trebuie să aibă note foarte bune și trebuie să lupte împotriva unei opoziții acerbe pentru a deveni profesor. Doar aproximativ 10% dintre solicitanții la anumite programe au succes.

## Învățământul superior

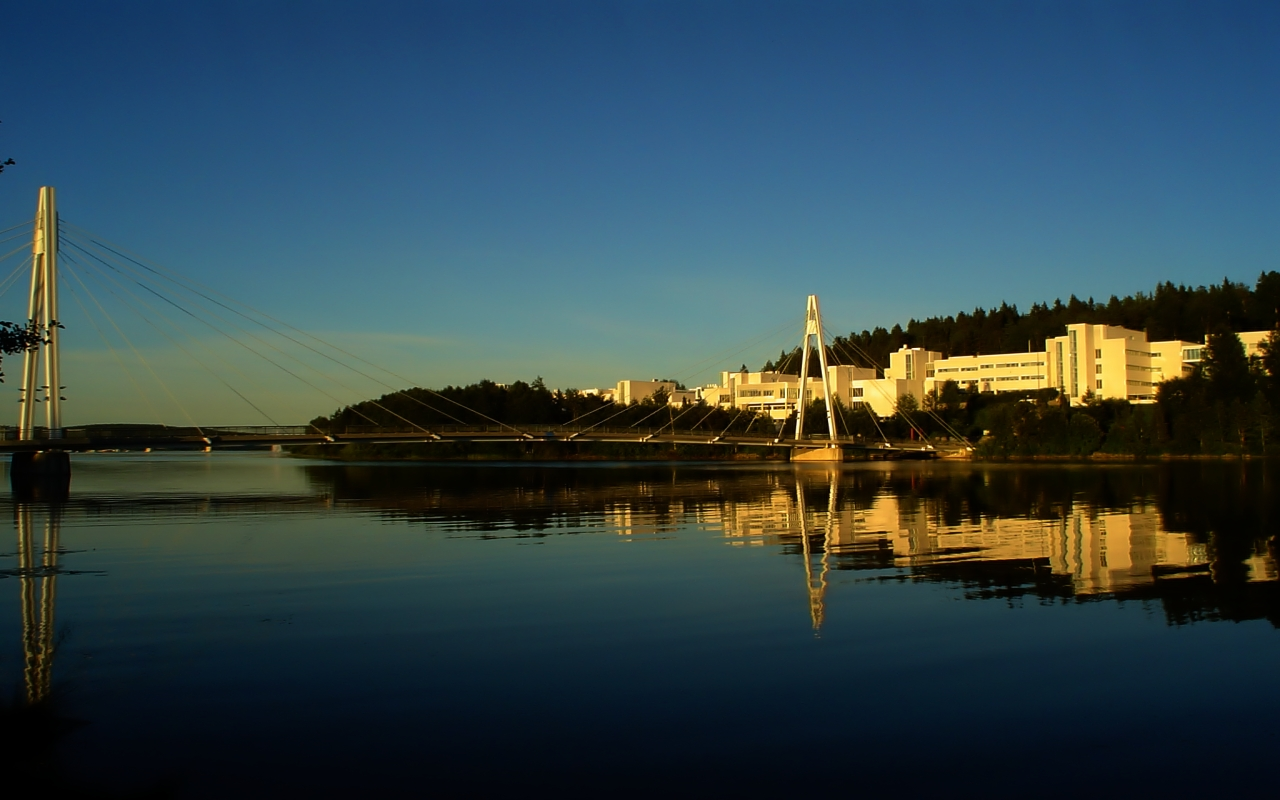
Campusul Universității din Jyväskylä Ylistönrinne

Există două sectoare în învățământul superior: universitățile tradiționale (yliopisto, universitet) și universitățile de științe aplicate (ammattikorkeakoulu, yrkeshögskola sau AMK/YH pe scurt). Admiterile se bazează pe nota finală⁠(d) de liceu, examenul final de liceu (abiturul) și examenele de admitere la universitate. Procesul de selecție este complet transparent, bazat pe merit și obiectiv; nu există eseuri de aplicație, niciun factor uman în selecție, niciun sprijin pentru minoritățile subreprezentate (cu excepția cotelor prestabilite pentru vorbitorii de suedeză) și nicio pondere asupra activităților extrașcolare. Mai mult, examenele de admitere sunt rareori examene lungi cu alegere multiplă și constau în schimb dintr-un număr mai mic de întrebări mai lungi și mai complicate care ar trebui să testeze mai mult decât memorarea și rezolvarea rapidă a problemelor mecanice. Prin urmare, procesul de selecție este foarte diferit de multe alte țări.
Accentul pentru universități este cercetarea în știință și oferă educație teoretică. În multe programe, absolvirea cu o diplomă de master este de așteptat, fără un proces de admitere separat între licență și masterat. Universitățile de științe aplicate se concentrează mai mult pe răspunsul la nevoile lumii muncii și se angajează în proiecte de dezvoltare a industriei. Natura cercetării este mai practică, iar teoriile sunt aplicate la rezolvarea avansată a problemelor. De exemplu, medicii sunt absolvenți universitari, în timp ce asistenții medicali autorizați și inginerii promovează universitățile de științe aplicate. (Cu toate acestea, universitățile acordă și diplome în Științe ale asistenței medicale și Inginerie). Școlile profesionale și universitățile de științe aplicate sunt guvernate de comune sau, în cazuri speciale, de entități private. (Ca excepție de la regulă, Colegiul de Poliție este guvernat de Ministerul de Interne). Toate universitățile finlandeze, pe de altă parte, erau deținute de stat până în 2010, după care au fost separate de stat în fundații sau corporații de drept public. O diplomă de licență durează aproximativ trei-patru ani. În funcție de program, acesta poate fi punctul de absolvire, dar de obicei este doar un pas intermediar către masterat. O diplomă de licență într-o universitate de științe aplicate (o diplomă politehnică), pe de altă parte, durează aproximativ 3,5–4,5 ani. Diplomele politehnice sunt în general acceptate ca echivalente cu diplomele universitare.
Absolvenții universităților și universităților de științe aplicate pot continua studiile aplicând la programe de masterat în universități sau universități de științe aplicate. După ce absolvenții cu diplomă de licență au acumulat doi ani de experiență de muncă în domeniul lor, sunt calificați să aplice pentru programe de masterat în universități de științe aplicate care sunt orientate către muncă și cercetare. Absolvenții cu diplomă de licență universitară sunt, de asemenea, calificați să aplice, dar cu studii suplimentare. Programul de masterat în universitățile de științe aplicate durează doi ani și poate fi urmat în combinație cu munca obișnuită. După masterat, gradele rămase (Licențiat și Doctor) sunt disponibile doar în universități. Toate masteratele își califică beneficiarii pentru studii postuniversitare la nivel de doctorat.
Echivalența discutată mai sus este relevantă doar atunci când se aplică pentru locuri de muncă în sectorul public.
În universități, apartenența la sindicatele studențești este obligatorie. Sindicatele studențești din universitățile de științe aplicate sunt recunoscute în mod similar în legislație, dar apartenența este voluntară și nu include asistență medicală specială pentru studenții universitari (care este organizată și parțial finanțată de sindicatele studențești). Studenții finlandezi au dreptul la un beneficiu pentru studenți, care poate fi revocat dacă există o lipsă persistentă de progres în studii.
Unele universități oferă diplome profesionale. Acestea au cerințe suplimentare pe lângă simpla finalizare a studiilor, precum demonstrații de competență în practică. Un exemplu de astfel de diplomă este Lääketieteen lisensiaatti, medicine licentiat, licențiat în medicină. Un licențiat în medicină (lääketieteen kandidaatti, medicine kandidat) este autorizat să efectueze activități clinice sub supravegherea personalului medical senior. Licențiatul în medicină nu este echivalent cu diploma de licențiat în alte domenii, ci cu o diplomă de masterat. Din acest motiv, nu este necesară o teză de licență spre deosebire de alte domenii. Echivalentul unui doctor în medicină în sensul american nu se numește „doctor”, ci licențiat. Doctoratul în cercetare, care este echivalent cu un PhD în Medicină, se numește „Doctor în Medicină” (lääketieteen tohtori, medicine doktorsexamen).
După masterat, există două grade postuniversitare — un grad postuniversitar intermediar, numit Licențiat și gradul de doctorat. Un program de licențiat are aceeași cantitate de educație teoretică ca un doctorat, dar lucrarea sa de disertație are cerințe mai puține. Pe de altă parte, cerințele pentru o disertație de doctorat sunt puțin mai mari decât în alte țări.
Cel mai tipic grad de doctorat finlandez este Doctor în Filozofie (filosofian tohtori, filosofie doktorsexamen). Cu toate acestea, universitățile de tehnologie acordă titlul de Doctor în Științe (Tehnologie), tekniikan tohtori, teknologie doktorsexamen și există mai multe titluri specifice ramurilor, de exemplu, în medicină lääketieteen tohtori, medicine doktorsexamen, în artă taiteen tohtori și în științe sociale valtiotieteen tohtori, politices doktorsexamen.

### Taxe de școlarizare
Până în 2017, universitățile publice din Finlanda nu colectau taxe de școlarizare. Cu toate acestea, încă din anii 1990 existau planuri la nivel guvernamental de a introduce taxe de școlarizare pentru studenții din afara Uniunii Europene/SEE. Organizațiile studenților s-au opus acestor planuri.
Din semestrul de toamnă din 2017, studenții din afara SEE trebuie să plătească taxe de școlarizare de cel puțin 1.500 de euro pe an pentru a studia în Finlanda, în timp ce studenții din SEE continuă să studieze gratuit. Taxele de școlarizare tipice pentru studenții non-europeni variază de la aproximativ 6.000 la aproximativ 18.000 de euro pe an în funcție de universitate și program. Scopul taxelor a fost „să promoveze oportunitățile acestor instituții pentru exportul educațional și să le extindă și baza de finanțare”, „punând un accent mai mare pe calitatea educației ca factor competitiv.”

## Educația adulților
Completarea școlii secundare într-un program profesional cu clase complete pe un curriculum de trei ani oferă o calificare formală pentru studii ulterioare. Cu toate acestea, poate fi necesar să aveți învățământ postsecundar înainte de a fi admis la o universitate, deoarece examenele de admitere necesită un nivel relativ ridicat de cunoștințe. Învățământul postsecundar este asigurat de școli comunale sau de „centre independente de educație pentru adulți”, care pot oferi fie educație profesională, fie predare la nivel de școală comprehensivă sau superioară. Este posibil să obțineți diploma de înscriere sau să îmbunătățiți notele de școală comprehensivă în aceste programe. O nouă meserie poate fi învățată și de un adult la un centru de educație pentru adulți (aikuiskoulutuskeskus, vuxenutbildningscenter), de exemplu, dacă schimbarea structurală a economiei a făcut redundantă vechea meserie.
În universități, programul „Universitatea Deschisă” (finlandeză Avoin yliopisto, suedeză öppet universitet) permite persoanelor fără statut de student să se înscrie la cursuri individuale universitare. Nu există cerințe, dar există o taxă de școlarizare modestă (de exemplu, 60 de euro pe curs). Universitățile de științe aplicate au propriul program similar (finlandeză Avoin ammattikorkeakoulu, suedeză öppen högskola). În timp ce studenții „Universității Deschise” nu pot urma studii pentru o diplomă, ei pot, după ce au trecut un număr suficient de cursuri determinate separat cu o medie suficient de mare a punctelor, să fie eligibili pentru transfer într-un program de licență. Alternativ, câteva instituții oferă calificări străine, precum Școala privată de Afaceri din Helsinki, care oferă Diploma Națională Superioară acreditată în Regatul Unit, permițând absolvenților să obțină o diplomă de licență după absolvirea unui an de completare în străinătate.
O a treia ramură a educației pentru adulți este formată din așa-numita vapaa sivistystyö, „Educație Liberă”. Aceasta este formată din institutele educaționale independente parțial finanțate de stat, care oferă cursuri diverse, variind ca durată și nivel academic. Scopul „Educației Libere” nu este de a oferi educație profesională sau orientată spre diplome, ci de a „susține dezvoltarea polivalentă a personalității, capacitatea de a acționa în comunitate și de a urmări împlinirea democrației, egalității și diversității în societate”. Din punct de vedere istoric, „Educația Liberă” provine din eforturile de la sfârșitul secolului al XIX-lea de a educa populația generală cu puțină experiență academică anterioară.
„Educația Liberă” este oferită de
- 206 kansalaisopisto sau työväenopisto (Institutele Cetățenilor sau ale Lucrătorilor);
- 88 kansanopisto (Institutele Poporului)
- 14 Centre de pregătire sportivă (finlandeză liikunnan koulutuskeskus)
- 20 Universități de vară (finlandeză kesäyliopisto)
- 11 Centre de studiu (finlandeză opintokeskus)

Cel mai comun tip de „Educație Liberă” este un kansalaisopisto, uneori numit työväenopisto din motive istorice. Acestea sunt în mare parte instituții comunale serale care oferă cursuri de limbi, artizanat și științe umaniste. Nivelul academic variază puternic, iar multe cursuri nu necesită cunoștințe prealabile. Kansanopistos, pe de altă parte, sunt internate, adesea menținute de asociații cu o misiune puternică ideologică sau religioasă. De asemenea, aici nivelul academic variază puternic. În toate aceste instituții, cursurile au o taxă de școlarizare modestă. Centrele de pregătire sportivă sunt instituții pentru pregătirea sportivilor profesioniști sau semi-profesioniști, în timp ce universitățile de vară și centrele de studiu sunt organisme auxiliare pentru Organizația de Educație Liberă.

## Îndatoriri
Ministrul Educației are responsabilitatea de a păstra electronic și de a distribui lucrări din domeniul public. Finlanda are milioane de lucrări din domeniul public (cărți, imagini, muzică și filme) și consideră accesul la acestea ca un drept uman fundamental de acces la știință și cultură.

## Perspective de viitor
Procesul de la Bologna estompează distincția dintre calificările profesionale și cele academice. În unele domenii au fost introduse noi grade postuniversitare. Cooperarea dintre diferitele sisteme este în creștere și va avea loc o anumită integrare (deși nu fără o cantitate substanțială de presiune). Acest lucru rezultă nu numai din Procesul de la Bologna, ci și din obiectivul politicienilor finlandezi — de a educa majoritatea covârșitoare a finlandezilor până la un grad mai înalt (aproximativ 60-70% din fiecare cohortă anual intră în învățământul superior).
În ultimii ani, sfera economică, precum și sindicatele comerciale și studențești, au cerut adesea o reducere a numărului de locuri noi pentru studenți, din cauza unei tendințe continue de creștere a șomajului academic, interpretată ca rezultat al creșterii accentuate a locurilor pentru studenți în învățământul superior în anii 1990. În special, unele diplome din universitățile de științe aplicate (AMK/YH) au avut de suferit din cauza inflației. Ca reflectare a acestei credințe actuale, Ministerul Educației a decretat recent o reducere la nivel național de 10% a locurilor noi pentru studenți în universitățile de științe aplicate, care urma să fie aplicată începând cu 2007 și 2008. Este încă în mare parte nehotărât dacă (și când) unele dintre aceste reduceri ar putea fi redistribuite în domeniile care au nevoie de o forță de muncă mai bine pregătită. În 2001 și 2002, absolvenții universitari aveau o rată a șomajului de 3,7%, iar absolvenții universităților de științe aplicate aveau 8%, ceea ce este egal cu rata generală a șomajului (a se vedea raportul OECD). În 2015, sub cabinetul prim-ministrului Juha Sipilä, guvernul a decis să reducă finanțarea universitară cu aproximativ 500 de milioane de euro.
O creștere a locurilor pentru studenții de școlile profesionale ar putea fi preferată, deoarece un deficit de forță de muncă de bază, cum ar fi instalatori și constructori, este recunoscut pe scară largă în Finlanda. De asemenea, trebuie remarcat faptul că grupurile de vârstă care se retrag sunt mai mari decât cele care intră în învățământul superior în Finlanda în prezent și pentru destul de mult timp în viitorul previzibil.

### Restructurarea sistemului de învățământ superior
Din cauza globalizării și a intensificării competiției pentru grupurile de vârstă mai tinere în scădere, Ministerul Educației a cerut restructurarea la nivel de sistem. Din 2006, toate instituțiile de învățământ superior au împărtășit metode de cooperare. Se estimează că numărul total de instituții va scădea semnificativ în următorii 10-15 ani.
Procesul din cadrul universităților a început cu fuziunea Universității Kuopio și a Universității Joensuu în Universitatea din Finlanda de Est în 2010. În Helsinki, trei universități locale, și anume Universitatea de Tehnologie din Helsinki, Școala de Economie din Helsinki și Universitatea de Artă și Design din Helsinki, s-au fuzionat în noua Universitate Aalto la 1 august 2009. De asemenea, mai multe universități de științe aplicate au anunțat fuziuni (cum ar fi Haaga și Helia, care s-au fuzionat în Haaga-Helia în 2007).
Noi metode de cooperare precum consorțiile și federațiile au fost introduse în cadrul universităților (de exemplu, Consorțiul Universității din Turku și Școala de Economie din Turku). Se dezvoltă și parteneriate între universitățile tradiționale și universitățile de științe aplicate (de exemplu, Universitatea din Kuopio și Universitatea de Științe Aplicate din Savonia au format Consorțiul de Învățământ Superior din Savonia de Nord). În general, o astfel de schimbare la nivel de sistem urmează îndeaproape modelul stabilit în Europa Centrală, Statele Unite, Spania și Ungaria.

## Cadrul Național al Curriculumului 2016

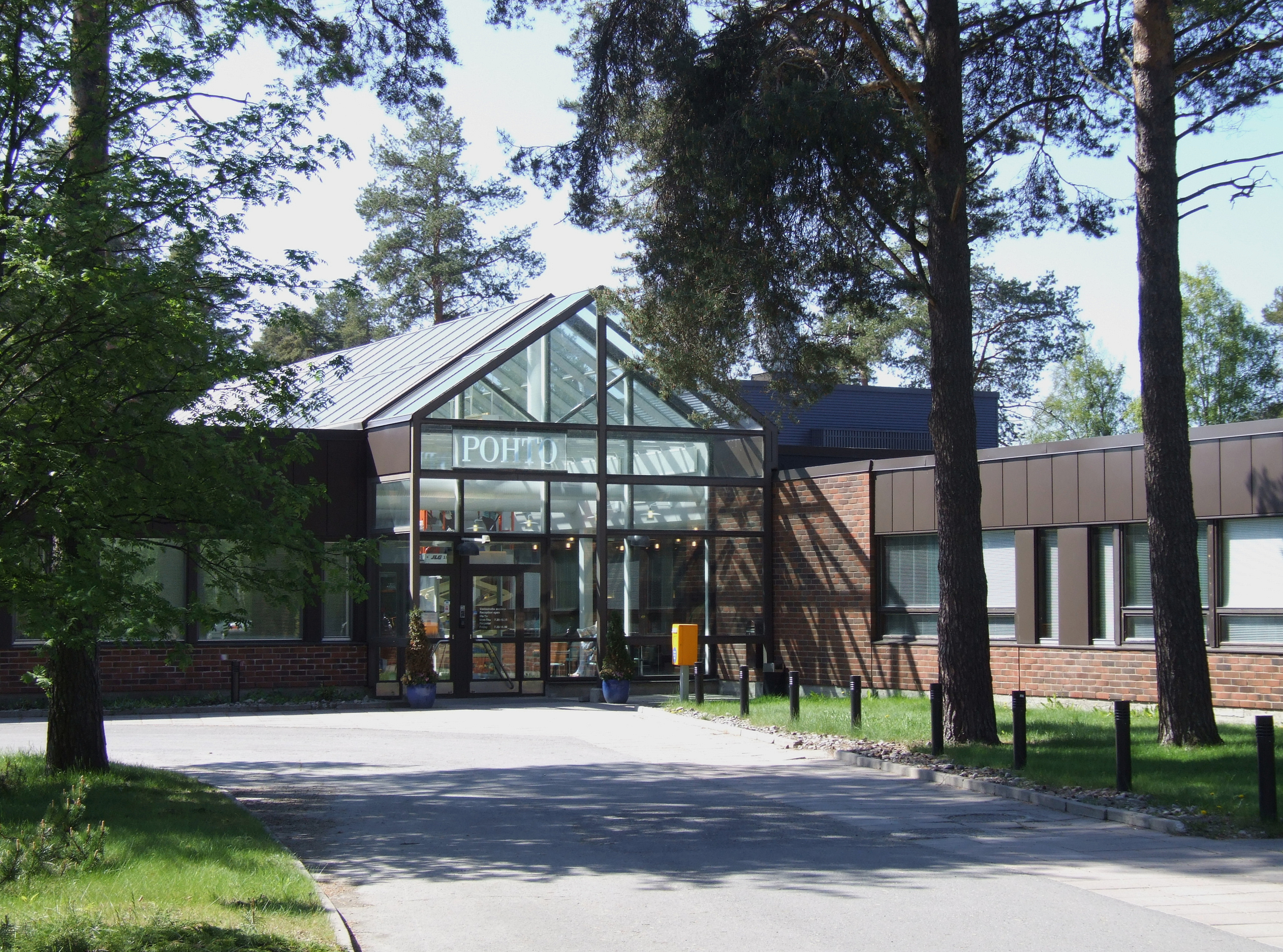
Institutul de formare POHTO pentru întreprinderi și industrie din

Începând cu anul universitar 2016-2017, Finlanda va începe să implementeze o reformă educațională care va impune ca învățarea bazată pe fenomene să fie introdusă alături de instrucțiunea tradițională bazată pe discipline. Ca parte a unui nou Cadru Național al Curriculumului, se va aplica tuturor școlilor comprehensive pentru elevii cu vârste cuprinse între 7 și 16 ani. Școlile finlandeze au folosit această formă de instrucție încă din anii 1980, dar nu a fost anterior obligatorie. Se anticipează că educatorii din întreaga lume vor studia această dezvoltare, deoarece sistemul de învățământ al Finlandei este considerat a fi un model de succes de către mulți. Această schimbare coincide cu alte modificări care încurajează dezvoltarea abilităților secolului XXI, precum colaborarea, comunicarea, creativitatea și gândirea critică.

## Media și tehnologie
În 2011, realizatorul de documentare Bob Compton și cercetătorul de la Harvard, Tony Wagner, au cercetat sistemul școlar finlandez și excelența acestuia. Rezultatul cercetării lor este filmul „Fenomenul Finlandei: În interiorul celui mai surprinzător sistem școlar din lume”.
În 2018, Universitatea din Helsinki a anunțat împreună cu compania finlandeză de tehnologie Reaktor că își vor propune să educe 1% (totalul de 54.000) din toți finlandezii cu privire la elementele de bază ale inteligenței artificiale. Organizațiile au declarat că vor să transforme Finlanda în „cea mai educată țară din lume în domeniul inteligenței artificiale”. Cursul este accesibil gratuit oricui oriunde online și a atras deja peste 220.000 de înscrieri.

## Limbi
Unul dintre avantajele competitive din Finlanda a fost capacitatea în limba străină. Toți elevii învață cel puțin două limbi pe lângă limba maternă, în principal engleza și obligatoriu finlandeza sau suedeza, până la liceu. O inițiativă a cetățenilor de a elimina suedeza obligatorie din educație a ajuns în parlament în 2014, dar nu a fost adoptată. În ciuda faptului că este o parte obligatorie a curriculumului național, mai mult de jumătate din toți finlandezii se consideră incapabili să înțeleagă suedeza la un nivel elementar sau aproape elementar. Peste jumătate dintre finlandezi raportează că suedeza a fost complet sau aproape complet inutilă pentru ei în viața personală.